# 司農寺
司農寺（しのうじ）は、王朝時代の中国の官署である。九寺のひとつ。
漢代の大司農を起源とする。北斉のときに司農寺が置かれ、倉市薪菜・園池果実を管掌した。隋のとき、太倉・典農・平準・廩市・鉤盾・華林・上林・導官などの署を統括し、おのおのに令が置かれた。唐代には、司農寺の長官は司農寺卿といい、その官位は従三品上とされた。次官は司農寺少卿といい、その官位は従四品上とされた。その下に司農寺丞（従六品上）6人・司農寺主簿（従七品上）2人・司農寺録事（従九品上）2人が置かれた。
元代に大司農司と改められた。